# Centro de custo
Um centro de custo é um departamento dentro de uma empresa a que custos podem ser alocados. O termo inclui departamentos que não diretamente, mas incorrem em custos para o negócio, quando os gerentes e funcionários do centro de custo não são responsáveis pela lucratividade e investimento.

## Origem
Os centros de custos tiveram origem no ramo conhecido como "contabilidade departamental", desenvolvido pelas corporações americanas no início do século XX.
Com a sofisticação da gestão corporativa, os centros de custos passaram a fazer parte de um sistema maior, conhecido como centros de responsabilidade. Dessa forma, além dos centro de custos, passamos a contar também com os centros de despesas, centros de investimento (no qual a divisão não é por departamento, mas sim por projetos, programas, etc), centro de lucros (divisão da receita por localização geográfica, etc). Com outras formas de gestão alternativas à Departamentalização, a "Contabilidade Departamental" passou a ser conhecida como "Contabilidade Divisional".
A partir dos anos 1960, os gestores americanos (chamados de controllers) começaram a integrar na contabilidade divisional, os orçamentos. Dessa forma, quando os orçamentos eram anuais, o sistema passou a se chamar de "controladoria contábil". E quando os orçamentos eram a longo prazo, o sistema passou a se denominar "contabilidade estratégica".
Os centros de custo classificam-se em produtivos e administrativos e, eventualmente, em auxiliares.

### Centros de custos produtivo
São aqueles setores da empresa onde se processa a fabricação dos produtos. Divididos por cada departamento, ou processo.
Exemplo: corte, costura e acabamento na indústria de confecção.
Em empresas de médio e grande porte costuma-se subdividir ainda mais algumas seções produtivas de modo a separar em vários centros de custos as máquinas ou atividades que devam ter diferentes custos hora/máquina ou hora/homem, ainda que executando operações idênticas.

### Centros de custos administrativo
São os setores que executam atividades de caráter gerencial ou administrativo da empresa.
Exemplos: administração geral, administração do material, expedição, vendas, filiais, etc.
Em empresas comerciais os custos são analisados sob dois aspectos (fixos e variáveis).
1. ↑  «What Are the Functions of a Cost Center in a Management Accounting System?». Small Business - Chron.com. Consultado em 4 de novembro de 2015
2. ↑  «What is a cost center? | AccountingCoach». AccountingCoach.com. Consultado em 4 de novembro de 2015
3. ↑  «Cost Center Definition | Investopedia». Investopedia. Consultado em 4 de novembro de 2015